# ドラえもんのひみつ道具 (いあ-いと)
ドラえもんのひみつ道具 (いあ-いと) では、藤子・F・不二雄の漫画『ドラえもん』、『大長編ドラえもん』(VOL.1〜17)、藤子・F・不二雄のその他の著作に登場するひみつ道具のうち、読みが「いあ」で始まるものから「いと」で始まるものまでを列挙する。

## E・S・P訓練ボックス
E・S・P訓練ボックス（イーエスピーくんれんボックス）は、「10分おくれのエスパー」（てんとう虫コミックス第27巻に収録）に登場する。
念力、透視、瞬間移動の3つの超能力を使えるように訓練するための道具で、ポケットに入る大きさの缶のような形。この道具に向かって念じることでそれぞれの能力が使えるようになるが、毎日3時間ずつ3年間訓練しないと一人前にはなることができない。のび太が使用した際は、訓練不足で効果が10分遅れて現れていた。

## イージー特撮カメラ
イージー特撮カメラ（イージーとくさつカメラ）は、「超大作特撮映画『宇宙大魔神』」（てんとう虫コミックス第20巻に収録）に登場する。
手軽に特撮映像を撮ることができるカメラ。映像の編集、合成などが簡単にでき、また映写機としても使用できる。
イージー特撮ビデオ（イージーとくさつビデオ）
テレビアニメ第2作第2期「特撮ウラドラマン」（2008年3月21日放送）に登場する。

## いいとこ選択しボード
いいとこ選択しボード（いいとこせんたくしボード）は、「顔か力かIQか」（てんとう虫コミックス第40巻に収録）に登場する。
ボード上に左から順にP・L・IQのレバーがある。
| レバー | 指数内容                | 脚注 |
| ------ | ----------------------- | ---- |
| P      | 体力指数 パワー         |      |
| L      | かっこよさ指数 ルックス |      |
| IQ     | 知能指数                |      |

この3つのレバーを操作して、服のポケットに入れるなどしてボードを身に付けると、その分だけ自分自身の能力が変化する。ただし、3つの指数を同時に高めることはできず、どれか1つの指数を上げるとその分だけ他の指数が下がる。もとから能力が高い人は、その能力のレバーを下げてもあまり低くはならない（例えば顔のかっこいいひとに対してルックスのレバーを下げてもあまり変化がない、等）。
なお、どれか1つのレバーを最大まで上げてもどれかを最低まで下げれば残りの1つは変化することはない。しかしどれか1つを最大まで上げすぎると残る2つのレバーは極端に下がってしまう。例としてのび太はパワーを最大にした結果、ジャイアンとスネ夫を同時に相手して倒すほど体力が増大したが、ルックスが低下しすぎてドラえもんでものび太と認識できないほど顔が崩れ、IQが低下しすぎて自分が誰なのかも分からなくなってしまった。
テレビアニメ第2作第2期では、のび太がジャイアンのパワーを最低にしたところ、IQとルックスがその分上がり「きれいなジャイアン」のような美男子となった。こちらのジャイアンは顔は凛々しく、声も変化前と比べて爽やかになっている。しかし、パワーはそれほど変化せず、依然としてのび太より強かった。

## イイナリキャップ
イイナリキャップは、「イイナリキャップ」（てんとう虫コミックス『ドラえもんプラス』第5巻に収録）に登場する。
円形のアンテナがついた受信帽と、矢印がついた送信帽の2種類からなる。受信帽をかぶった人や動物は、送信帽をかぶった人や動物の言う事に絶対に逆らうことができない。口頭で指令する際に言葉が通じず機能しない、という事態を防ぐためか、かぶった動物が人間の言葉を話せるようになるという効果もある。

## いいわ毛
いいわ毛（いいわけ）は、「ドラえもん大事典」（てんとう虫コミックス第11巻に収録）に登場する。
この毛を頭に付けると、うまい言い訳ができるようになる。

## 家の感じ変換機
家の感じ変換機（いえのかんじへんかんき）は、「よい家悪い家」（てんとう虫コミックス第31巻に収録）に登場する。
外見は電気蚊取に似ていて、コンセントにつないで使用する。表面にプレートを乗せると、そのプレートの内容にあった効果が家全体に現れる。
「楽しい家」のプレートの場合、場に合った音楽の演奏、自動で部屋まで動くスリッパ、ミラーボール電灯、メリーゴーランド座布団、ゲームトイレ（うまく小便を的に当てるとくす玉が割れる）などの来客を楽しませる仕掛けが働く。
一方「怖い家」のプレートの場合、用途が「嫌な客を帰すため」であるので、不気味な音楽の演奏、自動スリッパ（こちらは履いた人の顔にスリッパをぶつけたり、天井に頭をぶつけさせたりする）、ドアや電灯、ジュースなどの故意の衝突、滑りやすい座布団、噛み付いてくるトイレなどさまざまな嫌がらせの仕掛けが動く。
テレビアニメ第2作第2期ではアニメオリジナル描写として「仲直り」のプレートを使って2人を仲直りさせている。そのプレートの働きは、ハートの軌道を描いたレール、車体を模したスリッパ、3人用の手摺を模した傘でジェットコースターを作るもの。

## 家元かんばん
家元かんばん（いえもとかんばん）は、「家元かんばん」（てんとう虫コミックス第28巻に収録）に登場する。
この看板に「――流家元」と書いて、家の門に貼り付けておくと、その家が家元となり、客が習いに入ってくる、という道具である。ただし、ひとたび看板を外すと効き目が無くなる。作中でのび太は「あやとり」の家元になった。

## 怒りエネルギー観測チャート
怒りエネルギー観測チャート（いかりエネルギーかんそくチャート）は、「ジャイアン台風接近中」（てんとう虫コミックス第35巻に収録）に登場する。
怒っている人の動きと怒っている度数を、台風の進路予報図のように示すチャート。薄いので、地図のように丸めて持ち運ぶこともできる。怒りが頂点に達すると、大型台風のような度数になる。

## イキアタリバッタリサイキンメーカー
イキアタリバッタリサイキンメーカーは、「へやいっぱいの大ドラやき」（てんとう虫コミックス第20巻に収録）に登場する。
かなり大仕掛けな機械だが、行き当たりばったりで細菌を製造する機械。どんな性質の菌が出来るのか不明なため、場合によっては大惨事になりかねない、割と危険な道具である。登場作品の冒頭でドラえもんがこの道具を説明する際も、ドラえもんはこの道具の危険性をのび太に説いている。菌を消したい場合は専用のライト（滅菌能力があるものと思われる）で消すことができる。作中では以下のような菌が作られた。
ドラ焼きを空気にする菌
ドラえもんは下らない菌だと消そうとしたが、のび太が取っておいたために後述の「ドラや菌」の危機から地球を救った。
ノビジュースを作る菌
木の葉に混ぜると発酵して、香りも味も絶品の清涼飲料ができる。のび太が作り出し、のび太の友だちの間でも好評だった。
ドラや菌
ドラ焼きが出来るが、空気がある限り無限に大きくなり遂には地球を押し潰すという恐ろしい菌。
水からドラ焼きを合成する菌
ドラえもんが研究している菌。未だ成功しておらず、これまで388種作ったがろくな菌が無かったと言う。
金属を腐食させる菌
『ザ・ドラえもんズ スペシャル ロボット養成学校編』に登場。それが散布された結果、未来世界の文明が崩壊し、ドラえもんズがそれを阻止する為にタイムマシンで奔走すると言うエピソードがある。
何でも白くする細菌
学習シリーズ『ドラえもんのかん字じてんステップ1』に登場。なお、こちらでの道具の表記は「イキアタリバッタリ・サイキンメーカー」。
不明
テレビアニメ第2作第2期では「突撃! ハクションバスターズ」に登場。出来上がった菌を食べたドラえもんの色が赤くなり、おかしな行動を取ってしまっていた。

## 生き物しいくジオラマブック
生き物しいくジオラマブック（いきものしいくジオラマブック）は、「生き物しいくジオラマブック」（てんとう虫コミックススペシャル『ドラえもん カラー作品集』第1巻に収録）に登場する。
実際の生き物の卵や幼虫などを育てる環境を備えたジオラマの本。ジオラマの中では時間を自在に動かす事ができるので、1日足らずで卵や幼虫を大人に育てることが可能。作中では、この道具を使ったのび太がチョウ、カエル、セミの観察日記を1日で書いた。
シーズンコントローラー
テレビアニメ第2作1期「ジオラマブック」（てんとう虫コミックススペシャル『ドラえもん カラー作品集』第1巻収録「生き物しいくジオラマブック」のアニメ化作品。1987年6月12日放送、映像ソフト未収録）に登場する。
生き物しいくジオラマブックに取り付けて使う機械。このジオラマブックはペーパークラフトであるゆえ、組み立てると生物を飼育できる箱庭ができあがるが、紙だけに操作系統が付いていない。組み立てたジオラマの正面右下部には穴が開いており、そこにこの機械をはめ込めるようになっている。右のボタンを押すと1日単位で時間が進み、左のボタンを押すと季節単位で時間が進む。

## イシャ料しはらい機
イシャ料しはらい機（イシャりょうしはらいき）は、「ポカリ＝百円」（てんとう虫コミックス第28巻に収録）に登場する。
「イシャ料」は「慰謝料」のことで、あるターゲット人物から特定の被害を受けた場合、ターゲットの資産（現金以外の動産も換価されて支払われる。換価されると消えてなくなる）から「イシャ料」を捻出させ、自動的に支払いが行われる機械。「イシャ料」は機械を操作する側が自由に設定できる（「げんこつ1発あたり100円」など）。被害の度合いによって細かく設定することもできる。ただし、ジャイアンが「みんなから借りた」と言っていた漫画の本がこの機械の効果で消えてしまっており、借りた（実際は強奪?）物までもターゲットの資産と見做され支払いに使われてしまうという欠点がある。
慰謝料を払い過ぎて全財産をなくしてしまったターゲット人物は最終的に全裸となる。この状態から慰謝料を取るとどうなるかは不明だが、ドラえもん曰く1円も貰えないのではないかとのこと。

## いすかいりょう機
いすかいりょう機（いすかいりょうき）は、「いすかいりょう機」（藤子・F・不二雄大全集第15巻に収録）に登場する。
この機械を椅子に取り付け、マイクで命令するとその通りの形（座席を柔らかくする、空を飛べるようにする、勉強に集中しなかったり解答を間違えたりしたら自動で座っている人を殴りつける、など）に椅子が改良される。

## 異説クラブメンバーズバッジとマイク
異説クラブメンバーズバッジとマイク（いせつクラブメンバーズバッジとマイク）は、「異説クラブメンバーズバッジ」（てんとう虫コミックス第23巻に収録）に登場する。
「地球空洞説」などに代表されるような、現実の科学ではありえない異説を信じるメンバーが、実際に信じた異説通りの現象を体験できるようにするための道具。バッジを身に着けている人間にのみ効力があり、その異説の内容はマイクによって宣言する。実現させることが出来る異説に制限や限界があるかは原作では不明。
テレビアニメ第2作第2期「ようこそ地球の中心へ」では、異説で作り出したものは別の異説をマイクに吹き込むと上書きされ消滅する設定になっている。また、マイクを異説で作った世界に移すとバッジを身に着けていてもそこへの出入りはできなくなる。
映画『ドラえもん のび太の月面探査記』では、異説はある程度世に広まっている必要があり、全くの新説や、単なる願い事をマイクに吹き込んでも効果がないという設定になっている。また「ようこそ地球の中心へ」と違い、新たに異説を吹き込んでも前の異説で作り出したものは存続する。
学習漫画「ドラえもん 大昔大探検」では、どんな異説でも自由に実現出来るという設定になっており、ドラえもんはのび太達に人類の祖先について説明する為に「今でも二千万年前のアフリカ大陸がある」という即席で考えた異説を実現させている。また、途中でマイクに「時代を進める」と入力して時間を進めることで人類の進化の行方を眺めたり、「どこでもドアを開いたら自動的に人類の進化が一段階進んだ時代に行けるようにする」といった、既に実現させた異説に新たな内容や現象を追加することも可能となっている。
定説バッジ
上記の映画『ドラえもん のび太の月面探査記』に登場するノビットが作り出した道具。そのため、正確にはドラえもんのひみつ道具ではない。異説で作り出された生物がこれを着けると定説の世界（ドラえもんたちにとっての現実世界）に現れることができる。

## いたずらオモチャ化機
いたずらオモチャ化機（いたずらオモチャかき）は、「いたずらオモチャ化機」（てんとう虫コミックス第36巻に収録）に登場する。
六連発のリボルバーを模した道具。これを何かに向けて引き金を引くと目に見えない光線が出る。その光線が当たるとその物体はジョークグッズに化ける。
ジョークグッズで笑いものにされたのび太が復讐のためにスネ夫たちに使った。原作やアニメでの効果は以下の通り。
椅子
跳ねあがったり、座ろうとしている人から逃げ出す。
ドア、襖
ドアの場合は勢いよく開く。襖の場合は人のいる方に倒れ込む。
スネ夫の靴
足が勝手に動きだす。テレビアニメ第2作第1期では犬に向かって突進したり、ジャイアンを蹴り飛ばした。
ただのクッション（元々は「プープークッション」という座るとおならの音を出すおもちゃ）
座ったと同時に物凄い音や強烈なにおいがする。
板ガム（元々はガムを引くとバネで指を挟む仕掛けを持つ「パッチンガム」など）
噛めば噛むほどガムが大きく膨らむ。テレビアニメ第2作第1期ではスネ夫の噛んでいたガムが大きく膨らみ、風船のように空高く飛び立った。
木
木の茂みから無数の毛虫のおもちゃが落ちてくる。
土管
ゴムのように柔らかくなり、上に乗ると凹んでしまう。テレビアニメ第2作第1期では土管の穴から花火が発射される。
スネ夫の家
勢いよく開いて相手を押しつぶすドア（テレビアニメ第2作第1期ではびっくり箱のようにオバケが飛び出す）、落とし穴になっているマット（テレビアニメ第2作第2期では相手をす巻きにする）、人の顔に水を拭き出す蛇口、人の顔に料理をぶつける皿など。原作及びテレビアニメ第2作第1期ではのび太が銃を使用していたが、第2期では悪戯に懲りないスネ夫に騙されたドラえもんが使用している。
人（ロボットにも効果がある）
テレビアニメ第2作第1期のみ。不気味な顔をしたお面を付けられる。
洗濯物
テレビアニメ第2作第1期のみ。洗濯機の中の衣類が一人でに浮かび上がり、男性用・女性用と組んだ状態で動き出す。
煎餅
テレビアニメ第2作第2期のみ。ゴムのように伸縮し、食べられなくなる。
町中にある物
テレビアニメ第2作第2期のみ。人に噛みつく漫画雑誌、大きな顔をした花が咲くプランター、びっくり箱のようにオバケが飛び出す缶詰め、ガマガエルに変身する財布など。

## いただき小ばん
いただき小ばん（いただきこばん）は、「いただき小ばん」（てんとう虫コミックス第13巻に収録）に登場する。
小判を象った道具。これを背中に着けると体が縮み、コバンイタダキ（コバンザメの異名）のように、通りすがりの人にくっついてその人に運んでもらうことができる。くっつく場所は対象の人物の腰の辺りであり、その対象の人物が座ると小ばんの使用者が下敷きになる可能性がある。

## いたみ止め
いたみ止め（いたみどめ）は、「テスト・ロボット」（てんとう虫コミックス第7巻に収録）収録に登場する。
のび太がジャイアンに殴られることに備えてドラえもんが用意した医療品だが、実際には使用していない。
これと同時に用意した医療品に「自動まきほうたい」「すぐきずを治すばんそうこう」がある。

## 痛みはね返りミラー
痛みはね返りミラー（いたみはねかえりミラー）は、「痛みはね返りミラー」（藤子・F・不二雄大全集第8巻に収録）に登場する。
この鏡を持って人に暴力を振るわれると、暴力を振るった人は自分が与えた痛みの2倍の痛みが跳ね返ってきて、また暴力を振るわれた人は痛みを感じないようになる。
あくまでも身を守るための効果であり、この鏡を持つ人が他人に暴力を振るった場合は鏡を持つ人が2倍の痛みを感じる。
また、暴力だけでなく、事故や治療による痛みまでも跳ね返してしまう。コントロールのミスによってボールが鏡を持っている人に当たった場合、痛みはボールを投げた者に跳ね返ってくる。歯科医が鏡を持っている人の歯をドリルで削った場合、痛みは歯科医の方に跳ね返ってくる。

## いたわりロボット
声 - 高島雅羅（1981.12）→川村万梨阿（2015.4）
いたわりロボットは、「いたわりロボット」（てんとう虫コミックス『ドラえもんプラス』第5巻、藤子・F・不二雄大全集第4巻、中公コミックス『藤子不二雄ランド』第4巻に収録）に登場する。
小さな女性の人形だが、心が傷ついた時や落ち込んだときなどに背中のボタンを押すと等身大化し、優しく励まして元気付けてくれる。しかし、使用者がどんなに自分に非や怠けがあったとしても最大限に美辞麗句と虚構の賛辞を並べ立てて励ますため、あまり頼ってばかりいると本当に甘え性で駄目な人格になってしまうおそれがある。
原作とテレビアニメ第2作第2期（2015年4月放送分）では長髪（前者では黒、後者では青）だが、テレビアニメ第2作第1期（1981年12月放送分）では亜麻色で髪が短く、緑のワンピース姿となっており、のび太を叱ろうとする玉子を諫めたこともあった。
「トモダチロボット」と類似する部分があるが、こちらは気性が激しく嫉妬深いため、周りだけでなく当事者も傷つけてしまうことがある。

## 位置固定スプレー
位置固定スプレー（いちこていスプレー）は、「横取りジャイアンをこらしめよう」（てんとう虫コミックス第33巻に収録）に登場する。
このスプレーを吹き付けた物は、その物が置かれている定位置を覚える。定位置から動かした物は「持った人が手を離す」「定位置から離れてから10分経つ」「定位置から100メートル離れる」のいずれかで、自動的に定位置に戻る。
テレビアニメ第2作第2期においては「定位置から離れて10分経つと物が定位置に戻る」設定が取り除かれている。原作では、「スプレーを振り掛けた布団でのび太が一晩眠っても（10分以上定位置から離しても）朝までの間に布団が自動的に押入れに戻っていない」という矛盾が存在している。

## 一時あずけカード
一時あずけカード（いちじあずけカード）は、「一時あずけカード」（てんとう虫コミックス「ドラえもんプラス」第3巻収録）に登場する。
三角形のカードと四角形のカードが一体化したカードがセットとなっている。まず四角形のカードを貼り付けたものを他人に渡すと、どんなことがあってもその人はその物を預かってくれる。このカードで物を預ける時、預けられる側は断ることもできないし、預けられた物を手放すこともできず、そのせいで被害などを被っても、返してもらいに来た持ち主を怒ることもできない。預けた物を返してもらいたい時には、三角形のカードが預けた人の居場所まで飛んでいってくれるが、返送まではしてくれないし預けられた人物には行動の制限などは課されない。そのため、返してもらうにはその預けた人の所へ行かなければならないので、物を預かった人が遠距離にいる場合は回収に大変な労力を要する。たとえば傘を預けた人のために東京から青森まで行って引き返さなければならない。
テレビアニメ第2作第1期「一時あずけカード」（「一時あずけカード」のアニメ化作品。1986年6月13日放送、ビデオソフト未収録）では、「一時あずけカード パートワン」「一時あずけカード パートツー」のように呼ばれ使用される。

## いっすんぼうし
いっすんぼうしは、「いっすんぼうし」（てんとう虫コミックス第16巻に収録）に登場する。
指先に載るぐらいの小さな山高帽。かぶった者は一寸法師のように帽子のサイズに丁度合う程度に小さくなる。帽子を脱ぐと元の大きさに戻る。

## いつでもスキー帽
いつでもスキー帽（いつでもスキーぼう）は、「雪はなくてもスキーはできる」（てんとう虫コミックス21巻に収録）に登場する。
この帽子をかぶって、帽子に付いているダイヤルを回すと、回した分だけ雪が積もる。ただしこの雪はあくまで本人だけが感じるのであって、第三者からは空中に浮いているように見える。いわゆるバーチャルリアリティを体験できる道具である。帽子を脱ぐと雪は消える。
ダイヤルの調整によって最大雪が200メートルつもった状態を体験できる。ただし、通常積雪によって積もった雪の上を歩行すると雪に足が沈み込むが、原作においてこの道具によって体験できる雪ではそれほど沈み込む描写はない。作中では、東京で200メートルの積雪が起こった場合、東京タワー以外が見えなくなった状態になった。
ジャイアンとスネ夫の言動や、ドラえもんのそれを予期した発言から、装着中は雪は増やす一方で、ダイヤルを逆に回しても一度増やした雪を減らす事はできないと思われる。そのため雪を増やしすぎて転落死するほどの高度に来てしまうと、地上に帰れなくなってしまう虞がある。

## いつでもどこでもスケッチセット
いつでもどこでもスケッチセットは、「いつでもどこでもスケッチセット」（てんとう虫コミックス第41巻に収録）に登場する。
「地図呼び出しキー」を押してディスプレイの世界地図から描きたい地点を指定、そこの風景や対象物を付随しているペンを手に持って描くことができる。さらに「タイム変換キー」を押すことでその場所の過去や未来の絵も描くことができる。専用の「スケッチブック」があるが、ドラえもんは「スペア・スケッチブック」も所有している。

## いつでも日記
いつでも日記（いつでもにっき）は、「いつでも日記」（てんとう虫コミックス第10巻に収録）に登場する。
表紙に「日記」と書かれた日記帳。これに日記を書こうとすると、手がひとりでに動き、記憶にないような過去のことでも正確に日記を書くことができる。また、その時に起こった時間も書かれている。
さらに、本人の意思に関係なく、未来のことも日記に書くことができる。未来の出来事として書かれた内容は、書いた者がこれから辿る運命であり、決して逃れることはできない。作中では、のび太が日記に「犬に噛まれた」「スキーで転んで怪我をした」と未来のことが書かれていたため、部屋にこもっていたが、客人が連れてきた犬に噛まれたり、スキー板を部屋に運ぼうとした途中で階段から転げ落ちてしまった。
未来のことを書ける日記帳としては、ほかに「あらかじめ日記」があるが、「いつでも」が未来や運命を変えられないのに対して、「あらかじめ」は自分の望む未来を好きなように書くことが可能で、書き方次第で自分の運命を自由自在に変えることができるようになっている。

## いつでもポスター
いつでもポスターは、「七万年前の日本へ行こう」（藤子・F・不二雄大全集第17巻に収録）に登場する。
このポスターを壁などに貼り付け、行きたい時代を書き込むと、その時代へ通じるドアとなる。ただし、このポスターが貼られた高度は行き先の時代でも同じであるため、2階の壁に貼って注意しないで向こうに行くと落下したり、1階の壁に貼ると火山の噴火に伴うマグマで燃え尽きてしまったりする。

## 一発逆転ばくだん
一発逆転ばくだん（いっぱつぎゃくてんばくだん）は、「一発逆転ばくだん」（てんとう虫コミックス『ドラえもんプラス』第3巻に収録）に登場する。
この爆弾を投げつけて爆発させると、その場にあるものの勝敗が逆転する。たとえば野球をやっているテレビに投げつければ負けているチームがホームランを連発するなどして逆転し、ラジコンを人の家の庭に飛び込ませて怒られるときに爆発させると泥棒の侵入を見つけて逆に褒められたり、テレビの特撮番組に投げつけると悪役がヒーローに勝つなどする。

## 居所探知機
居所探知機（いどころたんちき）は、「ぼく、マリちゃんだよ」（てんとう虫コミックス『ドラえもん』第8巻に収録）に登場する。
箱の上に矢印の形の風見鶏のついた機械。探している人が近くにいると、矢印がその方角を指し示してくれる。
作中では名称が登場しない。名称はテレビアニメ第2作第1期「ぼく、マリちゃんだよ」（ビデオソフト未収録）に登場する。「DORA DATA ドラえもんデータファイル」『ドラえもん完全大百科』では仮称を「道あんない機」としている。

## 糸なし糸電話
糸なし糸電話（いとなしいとでんわ）は、「糸無し糸でんわ」（てんとう虫コミックススペシャル『ドラえもん カラー作品集』第1巻に収録）、『ドラえもん のび太と鉄人兵団』に登場する。
糸電話の紙コップを模した道具。両方の電話機を床に伏せておき、片方の電話機を取ると、もう一方の電話機に電話がかかる。相手が電話機を取るまで着信音量が大きくなり続けるため、離れた場所にいても着信に気付くことができる。そのため、離れた場所から電話機のもとまで行くには、爆音の中を進まねばならない（テレビアニメ第2作1期「糸なし糸電話」（「糸なし糸でんわ」のアニメ化作品。1988年6月24日放送、ビデオソフト未収録））。
片方を離れた場所に置いたり投げたりして盗聴器代わりに使う事も可能。ただしこちらの音声も向こうに伝わるので、大きな音を立てないよう注意しなければならない。
糸なし糸電話型トランシーバー
『ドラえもん のび太とアニマル惑星』で登場。「探検ごっこセット」の1つ。映画作中では単に「糸なし電話」と呼称している。別の恒星系間（作中では地球とアニマル星）ほどの遠距離でも支障なく通話できる。また転がすことで、特定の糸なし電話の元へ誘導するという機能を持つ。